# Ahmad Nawaf Al-Ahmad Al-Sabah
Ahmad Nawaf Al-Ahmad Al-Sabah (en árabe: أحمد النواف الأحمد الصباح‎; Ciudad de Kuwait, 1956) es un noble, militar y político kuwaití. Hijo del Emir Nawaf Al-Ahmad Al-Yaber Al-Sabah, fue Primer Ministro de Kuwait entre 2022 y 2023.

## Biografía
Nacido en 1956 en la ciudad de Kuwait, capital del entonces Protectorado de Kuwait, es el hijo mayor del Emir Nawaf Al-Ahmad Al-Yaber Al-Sabah y de su esposa, Sharifa Sulaiman Al-Jassim. Tiene cuatro hermanos: Faisal, Abdullah, Salem y Sheikha.
Comenzó su carrera en el Ministerio del Interior, donde llegó a ostentar el rango de Teniente General. Tras retirarse del Ministerio, pasó a servir como Gobernador de Hawalli, entre 2014 y 2020, y como Subcomandante de la Guardia Nacional de Kuwait, entre 2020 y 2022. Tras la formación del Gobierno de Sabah Al-Jalid Al-Sabah, pasó a ser Viceprimer Ministro y Ministro del Interior en marzo de 2022.
Varios meses tras la renuncia de Al-Sabah en abril de 2022, pasó a ser Primer Ministro de Kuwait en julio del mismo año, designado en el cargo por su padre.